# Akalat à front noir
Trichastoma rostratum
Espèce
Statut de conservation UICN

 NT  : Quasi menacé
L’Akalat à front noir (Trichastoma rostratum) est une espèce de passereau de la famille des Pellorneidae.

## Répartition
On le trouve en Birmanie, Brunei, Indonésie, Malaisie, Singapour et Thaïlande.

## Habitat
Il habite les forêts et les mangroves tropicales et subtropicales.
Il est menacé par la perte de son habitat.